# ایالت گومبه
ایالت گومبه (به لاتین: Gombe State) یک ایالت در نیجریه است که ۱۸٬۷۶۸ کیلومترمربع مساحت و ۲٬۳۵۳٬۰۰۰ نفر جمعیت دارد.